# Ludwig August Helvig
Ludwig August Helvig, (auch Helwig und verkürzt Ludwig Helwig, bzw. Louis Helvig, * 1796 in Stuttgart; † 16. Mai 1855 in Tübingen) war ein deutscher Zeichner, Maler und Lithograph sowie Universitätszeichenlehrer in Tübingen. Er war der Vater von Carl Helwig, der ebenfalls als Zeichner, Lithograph sowie Fotograf in Erscheinung trat.

König Wilhelm von Württemberg (Gouache, ca. 1842)

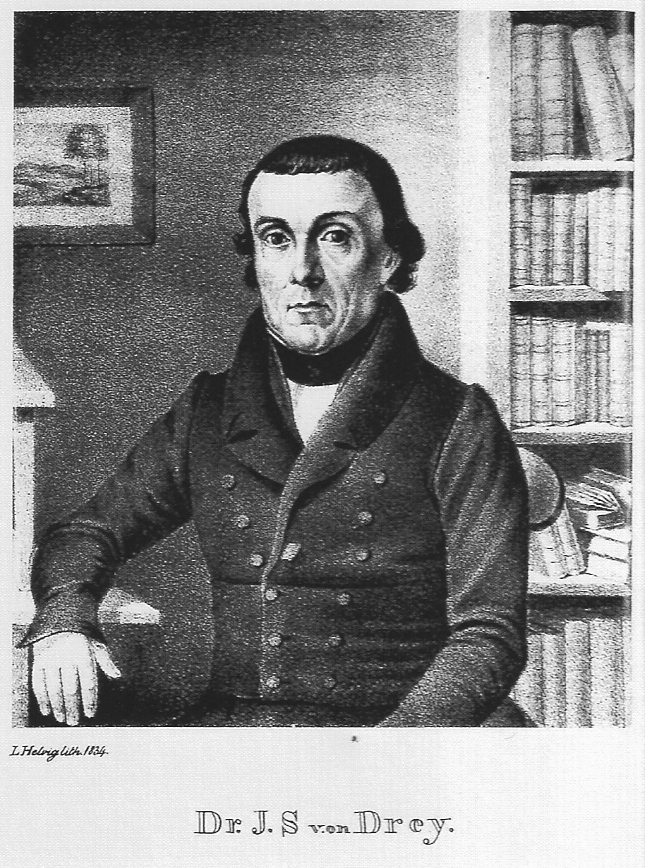
Dr. Johann Sebastian von Drey (Lithographie, 1834)

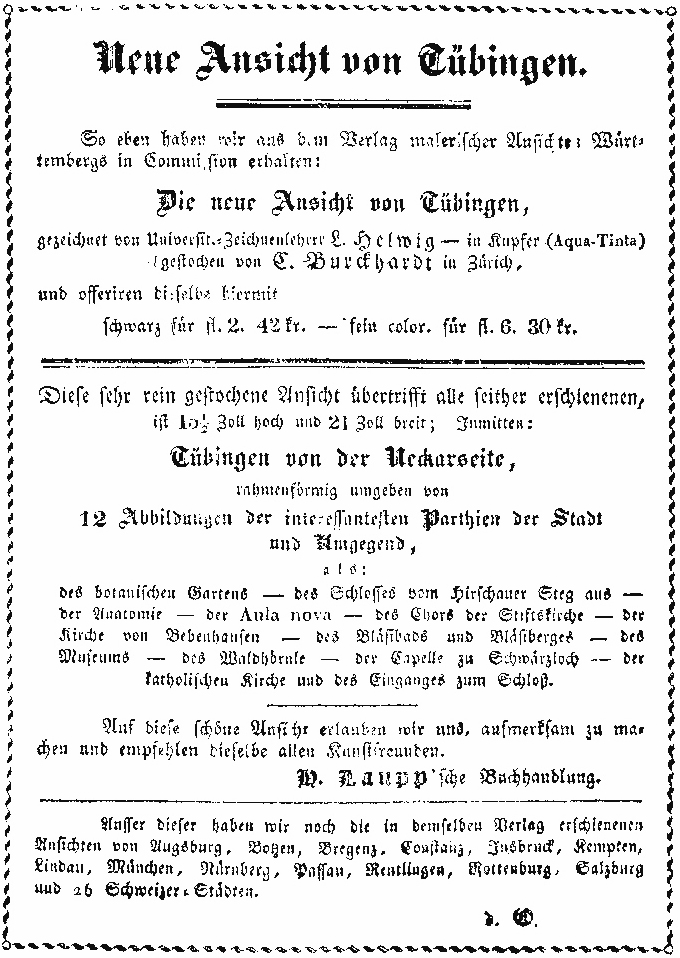
Annonce zum Sammelbild (erschienen am 1. Februar 1839)

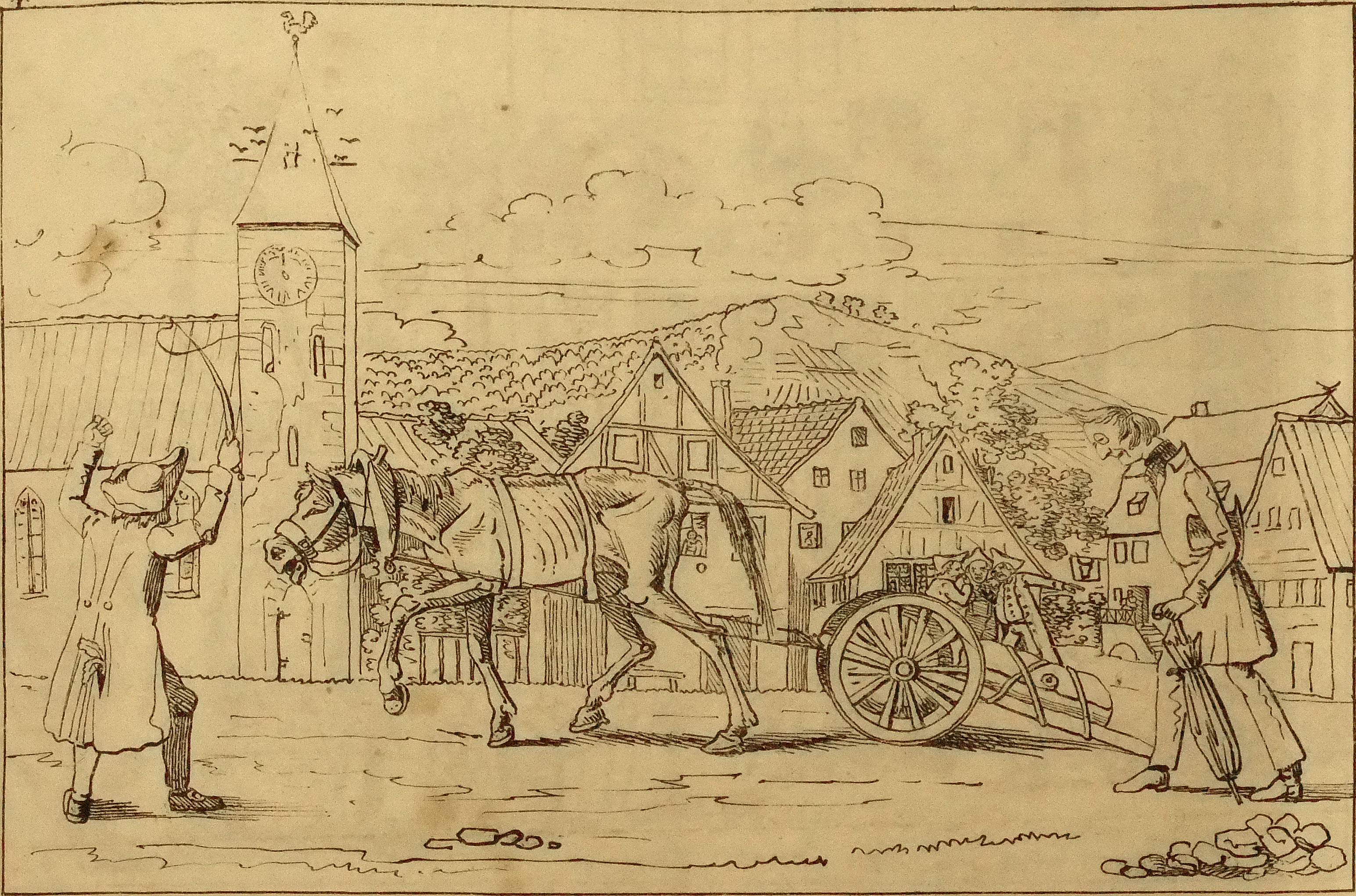
Illustration im Buch Scenen aus dem Leben eines Vikars (1842)

## Leben

### Jugend und Anstellung bei der Universität
Helvig, der Sohn eines Französisch-Realschullehrers Nikolaus Helwig, war „ein grosser, stattlicher, schöner Mann“. Er ist in Stuttgart geboren und aufgewachsen, auch dort bei dem Kupferstecher und Lithographen Carl Ebner erhielt er seine Zeichenausbildung. Danach ließ er sich in Tübingen nieder, wo er einer der ersten Katholiken war. und war für Verleger, u. a. Johann Friedrich Cotta tätig. Nach dem Tod von Johann Christian Partzschefeldt, dem Tübinger Universitätszeichenlehrer, wurde er im Juni 1820 für die Stelle eines „zweiten Zeichenlehrers“ vorgeschlagen. Der zukünftige Direktor des Zeicheninstituts Carl Fulda war jedoch vom Anfang an gegen Helvigs Berufung. Zwar wurde Helvig im November 1820 doch für diese Stelle ernannt, aber nicht darüber informiert. Auf Weisung des Universitätsrektors Johann Sebastian Drey vom 12. Dezember 1820 arbeitete Fulda einen Arbeitsvertrag für Helvig aus, der allerdings erst am 17. August 1822 unterzeichnet wurde. Gemäß diesem Vertrag erhielt Helvig ein Gehalt in Höhe von lediglich 50 fl im Jahr, genau ein Drittel von dem, was der „erste Zeichenlehrer“ Christoph Friedrich Dörr bekam, eine Summe, die sogar zum einfachsten Leben nicht ausreichend war. Deswegen war er gezwungen, seine selbständige Tätigkeit beizubehalten.

### Selbständige Arbeit
Helvig gründete die erste lithographische Anstalt (im Steuer- und Vermögensregister ist er 1826 zum ersten Mal als Lithograph gemeldet) in Tübingen, die seine Haupteinnahmequelle war. Neben Bildern druckte Helvig auch Noten, Rechnungsformulare und Ähnliches. Darüber hinaus arbeitete er als Zeichner und fertigte Porträts auf Bestellung an, sowie verkaufte Veduten an Sammler. Unter den Porträtierten waren häufig Universitätsangehörige und Mitglieder der Studentenverbindungen. Aus der Fülle der erhaltenen Porträts ist zu schließen, dass auf dem zeichnerischen Gebiet gerade die Porträts am ertragsreichsten waren. Helvig bot außerdem lithographierte Porträts bekannter Persönlichkeiten an. In Anerkennung seiner Zeichenkunst (zwei Freiexemplare sollten an die königliche Bibliothek abgegeben werden) stattete ihn der württembergische König Wilhelm I. für das Porträt des berühmten Pietisten, des Prälaten Ernst Gottlieb Bengel, am 13. November 1826 mit dem Privileg des Steuererlasses auf Dauer von 6 Jahren aus. Nicht nur die zahllosen Gesuche um Gehaltserhöhung dokumentierten Helvigs finanzielle Schwierigkeiten, sondern auch dieses Privileg: Wäre er gut situiert gewesen, hätte man ihm die Steuer nicht erlassen.

### Ehe und Höhepunkt der Karriere
Helvig hatte keinen Grundbesitz, seine finanzielle Situation, hat sich aber so stabilisiert, dass er im April 1827 einen Antrag an die Universität und den König auf Erlaubnis der Heirat mit der Tübinger Konditorstochter Rosina Charlotte Ammermüller stellte. Die am 5. Juli 1827 geschlossene Ehe brachte ihm fünf Kinder (geboren 1830–1835). Die Mitgift der Ehefrau ermöglichte es außerdem, die lithographische Anstalt auszubauen.
Obwohl dies nicht zur Helvigs Pflichten gehörte, fertigte er anatomische Zeichnungen an, was ein Argument bei den Gehaltserhöhungsforderungen war. Anfang 1830 stimmte der König auch einer Gehaltserhöhung (zwar nicht auf 150, aber immerhin auf 100 fl) zu.
Von dem Können seiner lithographischen Anstalt zeugt ein von Helvig gezeichnetes und gedrucktes, von der Laupp’schen Buchhandlung Anfang 1839 aufgelegtes Sammelbild (eines der ersten) von Tübingen im Format 15½*21 Zoll (376*510 mm), das sowohl in Schwarz-Weiß als auch in Farbe angeboten wurde. Das Sammelbild gruppierte um eine Gesamtaussicht auf Tübingen 12 Aussichten von Tübinger Sehenswürdigkeiten: äußeres Schlossportal, botanischer Garten, Schloss Hohentübingen, Anatomieinstitut, Alte Aula (damals noch „Aula nova“), Stiftskirche, Klosterkirche Bebenhausen, Bläsibad und Bläsiberg, Museum (Sitz der „Museumsgesellschaft“), Waldhörnle, Kapelle von Schwärzloch sowie die katholische Kirche.

### Der Fall
Die sich gut entwickelnde Karriere Helvigs wurde jäh unterbrochen, als seine Frau an „Nervenfieber“ erkrankte und nach einer längeren Krankheit (von mindestens 1½ Jahren) am 24. Juni 1840 verstarb. Die durch die Krankheit verursachten Unkosten sowie die fehlende Arbeitskraft seiner Frau stürzten ihn in finanzielle Schwierigkeiten. Zwar wurde ihm auf seinen Antrag vom 30. Juni 1840 ein Zuschuss bewilligt, doch der Universitätssenat stellte ihn als leichtsinnigen Verschwender dar. In der Folgezeit wurde sein Verhältnis mit dem Arbeitgeber immer gespannter. Am 15. April 1844 hat das Ministerium seine Kündigung wegen „mangelhafter Diensttätigkeit“ ausgesprochen. In seiner sonstigen Tätigkeit war er offenbar auch nicht mehr so erfolgreich. Als Lithograph wurde er im Steuer- und Vermögensregister bis 1848 aufgeführt, aber mit einem niedrigeren Steuerbetrag. Er annoncierte auch nicht mehr. Die letzten Lebensjahre verbrachte Helvig im Tübinger Spital, wo er am 16. Mai 1855 im Alter von 59 Jahren verstarb. Seine lithographische Anstalt wurde von seinem ältesten Sohn Carl Ludwig Nikolaus übernommen.

## Berühmtere Arbeiten
- ca. 1828 Lustnauer Tor (Lithographie, 136*150 mm, Stadtmuseum Tübingen)
- 1832 Tübingen von Osten mit Brücke (Lithographie, Briefkopf, 50*175 mm, Württembergische Landesbibliothek Stuttgart)
- 1835 Blick von der Wielandshöhe (Lithographie, 370*480 mm, Stadtmuseum Tübingen)
- 1839 Sammelbild Tübingen (1+12 Aussichten, Lithographie, gezeichnet von Helvig, geritzt von C. Burckhardt (Zürich), 376*510 mm, vgl. oben, Stadtmuseum Tübingen)

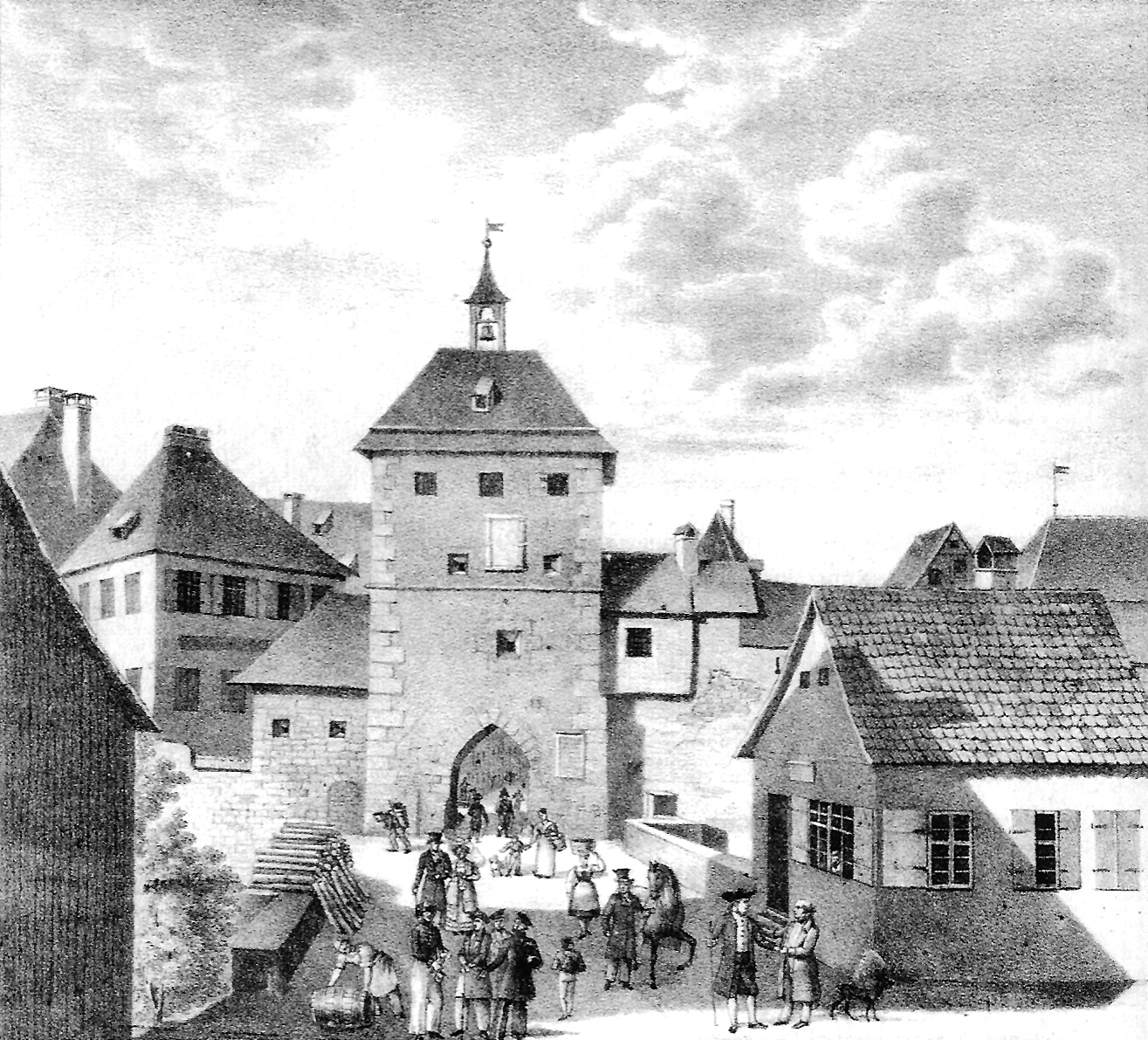
Lustnauer Tor (Lithographie, ca. 1828)
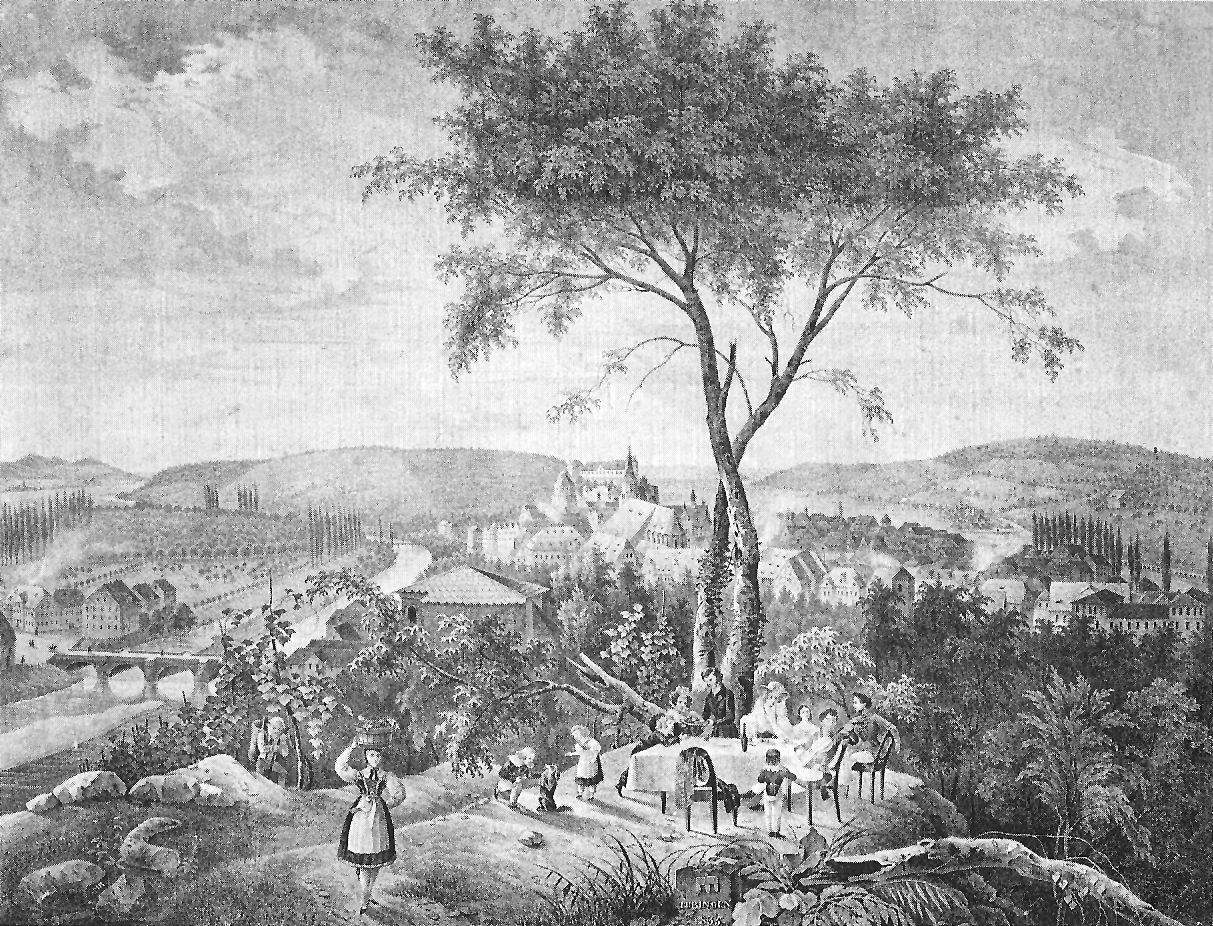
Tübingen von Osten mit Brücke (Briefkopf, 1832)
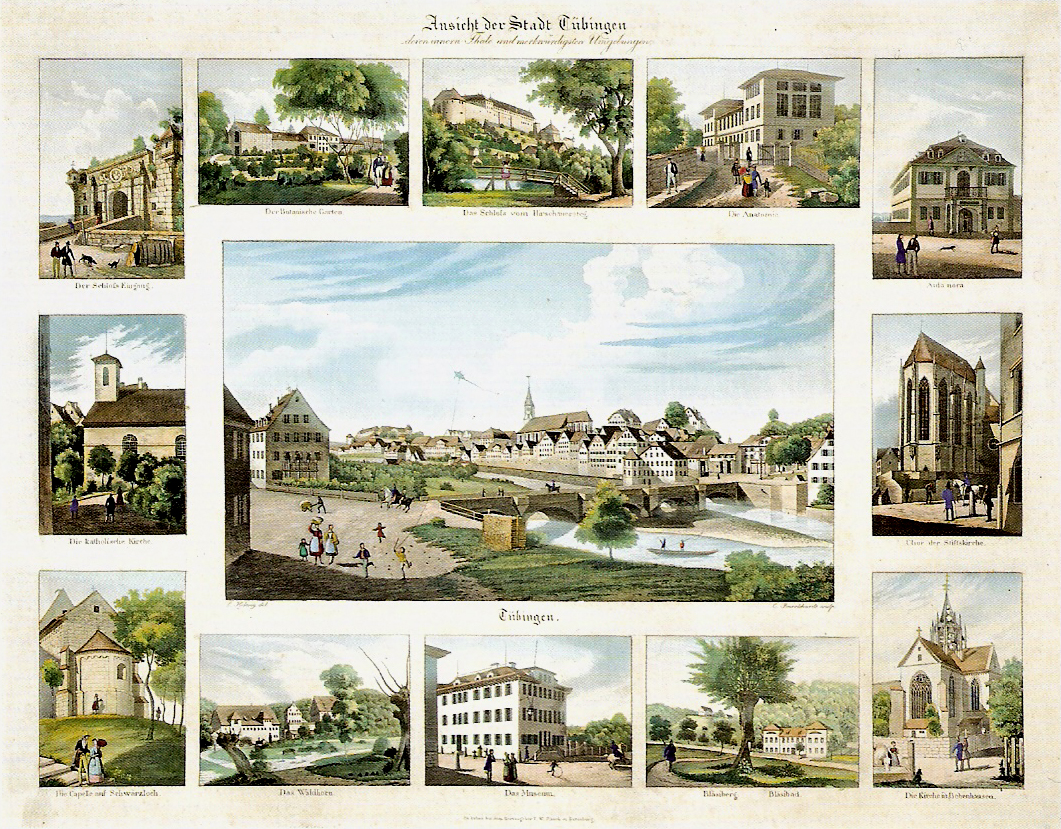
Sammelbild in der farbigen Version
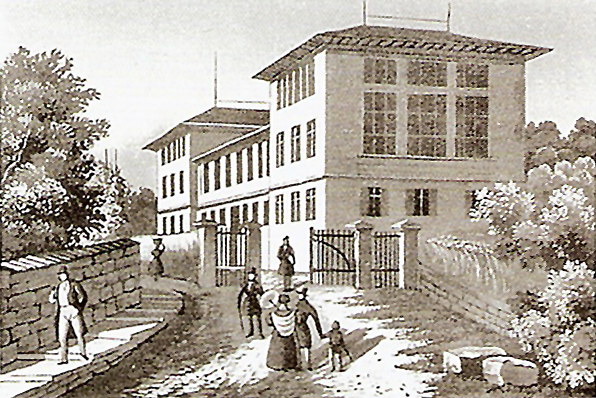
Das Anatomieinstitut (aus Sammelbild)
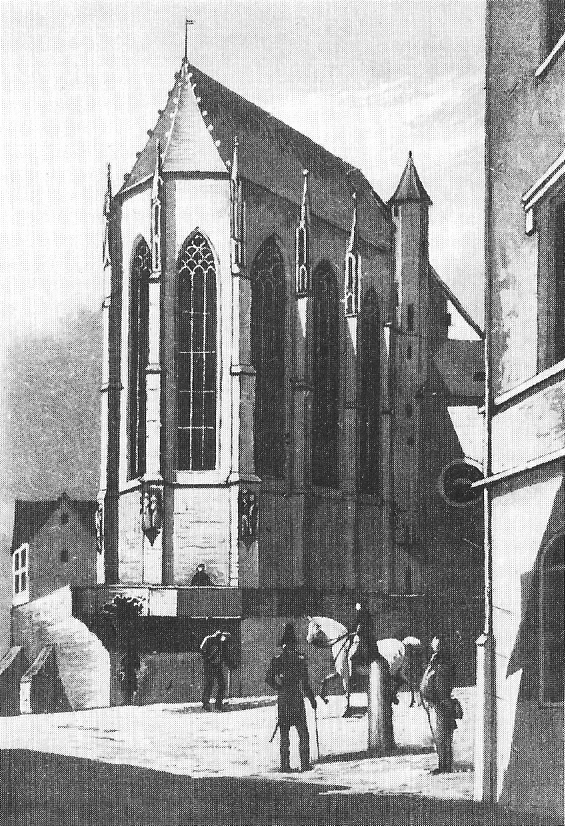
Chor der Stiftskirche (Ausschnitt aus dem Sammelbild)